# Pszichiátriai Intézet

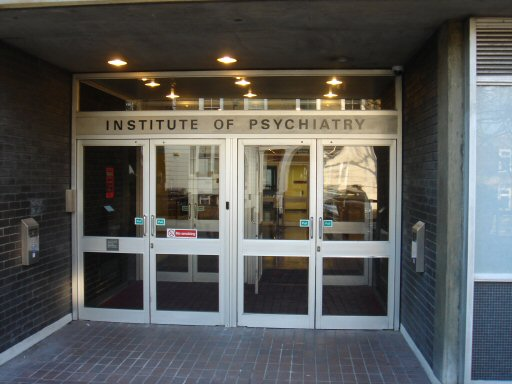
A Pszichiátriai Intézet bejárata

A Pszichiátriai Intézet (eredeti angol nevén Institute of Psychiatry) (IOP) egy olyan kutatóintézet, melynek elsődleges feladata annak kutatása, mi okozza a mentális betegségeket és az agy károsodásait. Ezenfelül feladatai közé tartozik, hogy segítsen az új kórokozók felismerésében és elsősorban a megelőzés módszereinek megtalálásában. Az IOP az angliai King’s College London egyik iskolája.

## Története
Az IOP történetének nagy része összefonódik a Maudsley Kórházéval, mellyel közösen osztoznak a főépületen. At eredetileg  "Maudsley Kórházi Orvostudományi Iskola" néven működni kezdő intézmény 1948-ban változtatta meg nevét, s vette fel a ma is használt Pszichiátriai Intézet nevet. Aubrey Lewist ekkor nevezték ki az intézetben ekkor létrehozott a Pszichiátria Vezetője pozícióba. Ezt a címet 1966-os nyugdíjba vonulásáig be is töltötte. Az Intézet főépülete 1967-ben nyílt meg, s itt oktatási termek, adminisztrációs irodák, a könyvtár és a "Kávéházi Vacsora" (Cafe Diner) étkező kapott helyet. A Henry Wellcome-ról elnevezett épület 2001-ben nyílt meg, és itt kapott helyet az IOP legtöbb pszichológiai részlege. 2002-ben a Társadalmi, Genetikai és Fejlesztőpszichiátriai (SGDP) Kutató Központ egy speciálisan erre a célra épített saját épületbe költözött át. 2004-ben az Agyi Képalkotási Tudományok Központja nyílt meg, ahol irodák, laboratóriumi terek és az agyi képalkotáshoz kapcsolódóan MRI gépekhez való hozzáférés vált elérhetővé.
Az Intézmény aláírt egy Közös Szándéknyilatkozatot, melyben a következő szerepel:
"A Pszichiátriai Intézet valamint a Dél-londoni és Mandseyi Nemzeti Egészségügyi Szolgáltatási Tröszt együtt fog működni annak érdekében, hogy a mentális egészségügyi problémákkal küzdő emberek a lehető legjobb szolgáltatásban részesüljenek. A kulcsfontosságú együttműködés biztosítja a kutatás, a fejlesztés és az oktatás terén, a tudományok és a mentális valamint más, ehhez kapcsolódó agyi rendellenességek megértéséhez nyújtott kiválóságot. az így nyert tudást és a képességeket arra használjuk fel, hogy ezeket a rendellenességeket megelőzzük, megtaláljuk a leghatékonyabb gyógymódot, és kifejlesszük a közösség számára legjobb szolgáltatási modelleket."

## Részlegek

### Akadémiai Egészségtudományi Centrum
Az Egyesült királyság legnagyobb Akadémiai Egészségtudományi Centrumát hozták itt létre, ahol egy helyen van meg a világszinten vezetőnek számító kutatás, oktatás és klinikai ellátás. Mindez azt a célt szolgálja, hogy mind a helybéli, mind a távolabbról érkezők ellátási színvonalán javítani tudjanak.

### Biostatisztikák
Ez a részleg szakértői tanácsokkal látja el az intézetet a tekintetben, hogy a pszichiátriai kutatásokban hogyan alkalmazzák és használják a statisztikai technikákat. Mind az IOP keretein belül, mind pedig nemzetközi színtéren is egyeztetnek a részleggel a tudományos munkatársak. A részleg Számítógépes részlege felelős az IOP informatikai rendszerének telepítéséért, karban tartásáért és frissítéséért. Ebben a gépparkban vannak asztali és hordozható PC-k, SUN munkaállomások, ethernet hálózatok, vezeték nélküli hálózatok, szerverek és adatkezelők is. Az agyi képolvasók terén szorosan együttműködnek az agyi képalkotással foglalkozó részleggel.

### Gyermek- és Serdülőkori Pszichiátria
A részleg elsősorban olyan fejlődési rendellenességek tanulmányozásával foglalkozik, mint az ADHD, a klinikai depresszió, az autizmus és a tanulási nehézségek. A kutatáson felül az intézmény két szakot is indít. Az egyik elvégzésével gyermek- és serdülőkori pszichiátriai  diplomát, a másik gyermek- és serdülőkori mentális egészségügyi mesterdiplomát  ad. A részlegnek szoros kapcsolatai vannak a Masley Kórházban működő Michael Rutter Gyermek- és Fiatalkorúak Centrumával, melynek számos speciális szolgáltatása van a gyermekek és a serdülőkorúak részére.

### Számítástechnika és Tudásmenedzsment
A számítástechnikai részleg számítógépes hálózatok, fájlszolgáltatások és képfeldolgozási területen áll az Intézet rendelkezésére. A tudásmenedzsmenttel foglalkozó csoport információfeldolgozási támogatással, a könyvtárral, a feljegyzések rendszerezésével és archiválásával, elektronikus úton való tanulással, webes és audiovizuális szolgáltatásokkal. 

### Igazságügyi Elmeszakértői Szolgáltatás
Az igazságügyi elmeszakértői terület az antiszociális erőszakokkal, a bűnözők viselkedésével kapcsolatos mentális rendellenességekkel foglalkozó tudományág. Az itt ápoltaknak olyan antiszociális viselkedésük lehet, mely erőszakra, bűncselekményre és hasonló visszaélésekre csábítja őket. A részleg kutatása arra összpontosít, hogy az antiszociális magatartás hogyan hat a mentális zavarokban szenvedő vagy személyiségzavarokkal küzdő emberekben. Az a cél, hogy megtalálják az antiszociális viselkedés okait, ezekre hatékony gyógymódot hozzanak létre, és mindenekelőtt akadályozzák meg ezen viselkedések kialakulását. A részleg szoros kapcsolatban áll az Igazságügyi Pszichiátriai Tanító egységgel, mely klinikai igazságügyi pszichológia és pszichiátria   valamint igazságügyi mentálegészségügyi tudományok   szakterületen szervez mester szintű képzéseket..

### Idegtudomány
Az idegtudomány az idegrendszerrel foglalkozó tudományterület, ami elsősorban az aggyal van összefüggésben. Az ezen szakterületen dolgozó kutatók számos kérdéssel foglalkoznak olyan területeken, mint az Alzheimer-kór és a motoros neuron betegség. A Neurodegenerációs Kutatóközpont Orvosi Kutatótanács központja most a Pszichiátriai intézetben van, ahol a központi idegrendszerrel kapcsolatos úttörő jellegű kutatásokat végeznek. Többféle előképzettséggel rendelkező hallgató számára biztosít a részleg idegtudományi szakterületen mester képzést adó oktatást.  MSc Neuroscience.

### Agyi Képalkotási Tudományok Központja
Az ASgyi Képalkotási Tudományok Központja (CNS) a King’s College Pszichiátriai Intézete valamint a Dél-londoni és Maudskeyi Nemzeti Egészségügyi Szolgáltatási Tröszt közös vállalata. A 2004. elején elkészült központ egy fedél alatt nyújt egy olyan interdiszciplináris kutatókörnyezetet, melyben egyszerre tudják fejleszteni az összetett, modern, nagy felbontású strukturális, funkcionális, az anyagcsererendszert érintő feltérképezési módszert. Ezzel meg tudják határozni, diagnosztizálni tudják és meg tudják gyógyítani a neurologikai és pszichiátriai betegségeket. A Mansley Kórházban lévő klinikai Agyi Képfeldolgozási Részleg teljes körű neurografikai szolgáltatást biztosít, többek között egyszerű radiográfiát, CT-t, MRI-t. A kutatóknak itt el van helyezve külön egy GE 3.0T HDx MRI scanner (amit szükség szerint felhasználhatnak klinikai és fejlett klinikai célokra is).  Ezen felül van még itt egy General Electric SIGNA 1.5T idegoptimalizált MRI rendszer, amit egy szomszédos épületben helyeztek el.  A klinikai, szintén  a General Electric HDx rendszeréhez tartozó 1.5T szkennerrel együtt az előbbiek is képesek FMRI anatómiai és patológiai vizsgálat elvégzésére.

### Pszichológia

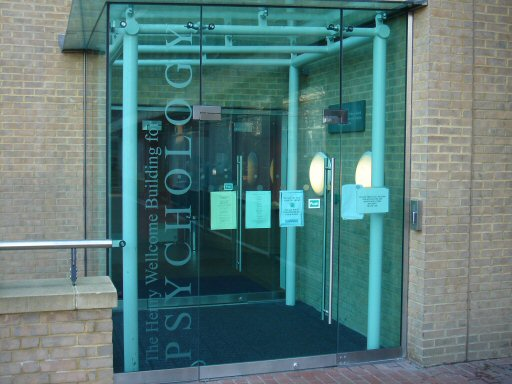
A Henry Wellcome Pszichológiai Épület bejárata

Az IOP pszichológiai részlegét 1950-ben alapították, és jelenleg a világon a klinikai és egészségügyi pszichológusok egyik legnagyobb közössége. Az intézetben világszínvonalú neuropszichológiai, igazságügyi pszichológiai és kognitív viselkedésterápiás kutatások folynak. Hans Eysenck itt alapította meg az Egyesült királyságban az első olyan helyet, mely klinikai pszichológia területen képzettséget tudott biztosítani, ma pedig a képzés egy hároméves külön doktori iskolává nőtte ki magát, ahol a terület elismert szakértői tanítanak. Az oktatáson minden évben 20 hallgató vesz részt, melyeknek az a célja, hogy a Nemzeti Egészségügyi Szolgálatnál legyenek klinikai pszichológusok. A gyógyítás területén a részleg szakértői a Maudsley Kórházban, a Bethlem Királyi Kórházban, a King's College Hospitalban, a Guy's Kórházban és a dél-londoni területen működő mentál-egészségügyi csoportok keretében gyógyítanak. A részleg tagjai tanítanak középiskolai képzés keretei között is, mint például a Guy's és St Thomas' Kórházak Egyesített Orvosi és Fogorvosi Iskolájában. 

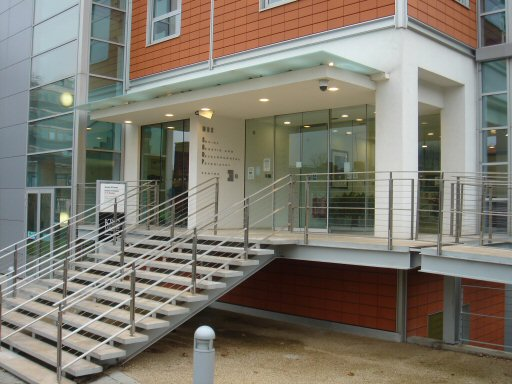
Az SGDP épületének bejárata

### Szociális, Genetikai és Fejlődési Pszichiátria (SGDP)
Az SGDP központ egy több tudományterületet felölelő centrum, mely a természet, (genetika) és a környezet között lejátszódó kapcsolatot kutatja, mely létrehozza az összetett emberi viselkedést. Az SGDP kutatói tisztában vannak azzal, hoghy nincvs egyértelmű válasz a természet kontra környezet kérdésben, ehelyett olyan ö9sszetett területeken kutatnak, mint az epidemológia, a gyermekkori és felnőtt pszichiátria, a fejlődési rendellenességek, fejlődés a családban, személyes jellemzők, kognitív képességek, statikus genetika és molekuláris genetika.  Úgy gondolják, ezen az útvonalon keresztül jobban meg lehet érteni a rizikófaktorokat, és az egyéneket meg tudják védeni a depressziótól, az ADHD-tól és az autizmustól.

## Régebbi munkatársak
- Anthony Clare
- Aubrey Lewis
- Martin Roth
- William Sargant
- Michael Shepherd
- David Stafford-Clark

## Fordítás
- Ez a szócikk részben vagy egészben  az   Institute of Psychiatry című angol Wikipédia-szócikk ezen változatának fordításán alapul.  Az eredeti cikk szerkesztőit annak laptörténete sorolja fel. Ez a jelzés csupán a megfogalmazás eredetét és a szerzői jogokat jelzi, nem szolgál a cikkben szereplő információk forrásmegjelöléseként.